# Nepenthes micramphora
Nepenthes micramphora V.B.Heinrich, S.McPherson, Gronem. & V.B.Amoroso, 2009 è una pianta carnivora della famiglia Nepenthaceae, endemica del Monte Hamiguitan, nelle Filippine, dove cresce a 1100–1635 m.